# Chris Smith (cestista 1970)
Christopher Gerard Smith, detto Chris (Bridgeport, 17 maggio 1970), è un ex cestista statunitense, professionista nella NBA e in Europa.

## Carriera
È stato selezionato dai Minnesota Timberwolves al secondo giro del Draft NBA 1992 (34ª scelta assoluta).
Con gli Stati Uniti ha disputato i Campionati mondiali del 1990.